# Neele Buchholz
Neele Buchholz (* 21. August 1991 in Bremen) ist eine deutsche Tänzerin und Theater- und Filmschauspielerin.

## Leben
Buchholz wurde im Jahr 1991 in Bremen mit dem Down-Syndrom geboren. Ihre Mutter ist die Fotografin Daniela Buchholz. Sie tanzt, seit sie drei Jahre alt ist. Sie ging in eine Inklusionsklasse der Bremer Schule am Rhododendronpark und des Schulzentrums Lange 
Reihe. 2010 machte sie ihren Schulabschluss. Zusätzlich zur deutschen Lautsprache erlernte sie die Gebärdensprache. Sie absolvierte Praktika und arbeitete kurzzeitig in einer Behindertenwerkstatt als Kabeldrahtverarbeiterin.
Buchholz wurde Mitglied verschiedener Tanz- und Theatergruppen, mit denen sie Auftritte in Deutschland und ganz Europa hatte. Im Jahr 2013 fand Buchholz eine Anstellung beim Verein tanzbar_bremen und arbeitete dort als künstlerische Mitarbeiterin und Choreografin bis zum Jahr 2021. Anschließend war sie dort freie Mitarbeiterin. Im Jahr 2015 trat sie im Werbefilm „Das erste Mal“ der Aktion Mensch auf. Im Jahr 2019 zog sie von Zuhause aus und in eine Inklusions-WG des von ihr gegründeten Vereins Inklusive WG Bremen, dessen Vorstand Buchholz angehörte. Eine Nebenrolle erhielt sie 2017 im Kinofilm Simpel. Im Jahr 2021 trat sie als Model für eine Werbekampagne von Zalando auf. In dem Fernsehmehrteiler Eldorado KaDeWe – Jetzt ist unsere Zeit spielte Buchholz 2021 die Rolle der Mücke Kron.
Im Jahr 2022 spielte sie die Rolle der Andrea im Kurzfilm "Unzuverlässige Zeugin", der vom Rundfunk Berlin-Brandenburg produziert wurde.

## Filmografie (Auswahl)
- 2017: Simpel (Kinofilm)
- 2018: Vorstadt (Kurzfilm)
- 2019: Wunschkind (Kurzfilm)
- 2021: Eldorado KaDeWe – Jetzt ist unsere Zeit (Fernsehmehrteiler)
- 2022: Unzuverlässige Zeugin (Kurzfilm)

## Theater (Auswahl)
- 2009: Eugen Onegin, Theater Bremen
- 2011: Helden, Schwankhalle Bremen
- 2013: Die süßen Frauen, Blaumeier Bremen
- 2014: Sei kein Frosch, Tanzhalle Bremen
- 2014: Zauberhaft und Liebesdornen, Tanzhalle Bremen
- 2019: Ich war einmal – nun bin ich, Theater Thikwa Berlin

## Tanzchoreographien (Auswahl)
- 2016: Sommernacht, Schwankhalle Bremen
- 2016: Zauderhaft, Schwankhalle Bremen
- 2018: Touch me, Schwankhalle Bremen
- 2021: Ahnma, Schwankhalle Bremen